# 魔都精兵のスレイブ
『魔都精兵のスレイブ』（まとせいへいのスレイブ）は、原作：タカヒロ、作画：竹村洋平による日本の漫画作品。集英社のウェブコミック配信サイト『少年ジャンプ+』にて2019年1月5日より土曜日に配信中。カバーイラストの彩色はOKADAが担当。2023年1月時点における電子版を含めた単行本の累計発行部数は400万部を突破している。

## あらすじ
数十年前、突如、日本各地に異界「魔都」と繋がる謎の門「クナド」が出現し始めた。そこから人を好んで襲う怪物「醜鬼」が現れ魔都災害が発生する一方、食した者に異能力を与える「桃」も発見される。しかし、桃から能力を得られるのは女性のみであり、このため、社会は女尊男卑に変わり、各国の指導者も女性ばかりとなって久しい。そして日本政府は醜鬼による災害対策と、桃やそれを生み出す魔都の管理のため、異能力を得た女性たちで構成される「魔防隊」を組織した。
2020年のある日。進路に悩む普通の高校三年生の男子・和倉優希は突発的に発生した門から魔都に迷い込んでしまう。醜鬼の群れに襲われる中、駆けつけた魔防隊七番組組長・羽前京香に助けられるが、敵の数は多く苦戦が続く。そこで京香は、本来は醜鬼に使っていた対象を強化して使役する能力「無窮の鎖（スレイブ）」を優希に用いる奇策を実行する。強化された優希は彼女の想定以上の戦闘力を発揮して敵を一掃し、彼女から気に入られるほか、能力の対価として予想外の「ご褒美」も受ける。こうして優希は京香の奴隷（スレイブ）兼、七番組寮の管理人として、醜鬼と戦う日々を送っていく。

## 登場人物
声の項はテレビアニメ版の声優。

### 魔防隊

#### 七番組
和倉 優希（わくら ゆうき）
声 - 広瀬裕也、洲崎綾（幼い優希）
年齢：17歳。身長：173センチメートル。誕生日：3月12日。血液型：A型。
本作の主人公。七番組寮管理人。姉による薫陶もあって家事が得意で、新しい料理や掃除用具の開発が趣味。
物語開始当初は公立上野毛高校3年の男子生徒であり、女尊男卑となった社会における卒業後の将来について悩む最中、魔都に迷い込んで京香に保護される。その際、醜鬼の大群を蹴散らすために半ば強引に彼女の「奴隷」にされ、魔防隊七番組に雇われる事になる。
青羽という姉がいて、子供の頃はよく姉弟で多摩川で遊んでいた。何度も青羽に泣かされていたが、それでも彼女を慕っていて、よく後ろをついていった。6年前に青羽を魔都災害で失ったが、一本角の醜鬼との戦いで、一本角の背中に乗る人型の醜鬼が青羽に似ていたことに驚愕する。その後、二度目の人型醜鬼の襲撃の時に隠れ里に連れ去られ、そこで改めて青羽と再会を果たした。そして青羽から人型醜鬼の事情を知り、隠れ里の戦いを経て再び青羽と別れる事になったが、青羽たち人型醜鬼を人間に戻す手段を見つける事を決意した。
両親は健在で、行方不明になった青羽の事件から立ち直って上野毛の実家で暮らしている。
『無窮の鎖』の能力説明である「奴隷にした対象の力を引き出す」がそのままの意味なら、スレイブ形態や貸し出しによる数々の特性は彼自身が元々秘めている能力となる。
その為、東海桐花には潜在能力の高さに目を付けられ東家に引き込みたいと狙われ、他組の組員からも「特殊な存在」と興味を持たれる事がある。
人気投票では第1回は7位。
奴隷（スレイブ）化
「無窮の鎖」によって京香の手に口付けることで肉体が醜鬼のような異形の姿に変化して人間を遥かに超えた力を発揮する。
首には鎖付きの首輪が付けられ、乗り手の主が優希の背に乗り、鎖を引いて命令を与える事でさらに力が引き出される。その戦闘能力は通常の醜鬼数十体を簡単に瞬殺するほど高い。
乗り手の主が変わる事で、奴隷化の特性が変化して違う形態になれる。
右拳に力を集中して放つ『隷架拳（れいかけん）』や、優希が敵の頭上から手刀を放ち、同時に優希の背中に乗った京香が刀で横薙ぎを放つ合体技『豪刃十字架（ごうじんじゅうじか）』など、奴隷化状態で放つ技の名前には奴隷を想起させるような言葉が入っている。
京香が優希の扱いに慣れると鎖を伸ばす事もできるようになった。
京香が傍にいなかった時は京香のブーツに口付けすることで中途半端ながらも奴隷化を果たし、巨大な醜鬼を打倒したが時間切れも早く、褒美も痛いマッサージだった。
能力が解除されて人間に戻る時に光や煙が出る。六番組との交流戦の際に優希はこれを目眩ましに利用した。
天進（てんしん）
無窮の鎖の更なる可能性である奴隷化の進化形態。
進化前よりも制限時間が短くなるが力も速さも全体的に格段に強化される。
日万凛との特訓で会得。当初はパワーがあり過ぎて使いこなせず持て余していたが、京香との特訓で克服した。

羽前 京香（うぜん きょうか）
声 - 鬼頭明里
年齢：21歳。身長：167センチメートル。誕生日：9月4日。血液型：O型。バスト：85（E）。
本作のヒロイン。七番組組長。鬼の組長と言われている凛々しい女性。
魔都に迷い込んだ優希を救助したが、醜鬼の大群に囲まれて結界で防いだ時に優希を奴隷にすることを決めて自らの能力で優希に強大な力を与えることに成功。彼を七番組に雇う。
故郷の山形県月山で起きた『月山大井沢事件』という魔都災害の唯一の生き残り。重症をリハビリで治した後、冥加りうの下で修行と鍛錬に励み、故郷の仇を討つ為に魔防隊に入隊。七番組に配属されるが、当時の組長が己の野心の為に部下に無茶な命令を出す人物であり、それが気に入らなかったので決闘を申し込んで勝利し組長の座を奪い取った。その後は醜鬼を討伐しつつ、故郷を滅ぼした『一本角』と呼ばれる醜鬼を探し出して倒すことを目標にしている。
能力を使用して解除する度に代償として優希に性的な褒美を与えなければならないが、嫌悪感は抱いていない。優希のプライベートには口出しするつもりはなかったが、優希が天花に言い寄られているのを見てから独占欲が芽生え、少しずつ優希のことを意識していくようになる。
能力で強化した優希を使役するだけでなく、自らも霊山で修行して完成させた独自の戦闘術と日本刀を武器に戦う。武道の基本をりうから学び、生身の強さはりうを超えて魔防隊で唯一、桃の能力なしで醜鬼を倒せる域にあり、他の人間が同じように鍛えても、未だに誰も京香の領域にたどり着いていない。この桃の力に関係なく醜鬼を倒せる例外性が彼女を組長の座に就かせる一因となった。
人気投票では第1回が2位、第2回が4位。
無窮の鎖（スレイブ）
奴隷にした生命体の力を引き出して使役する能力。
一度奴隷にされた生命体は基本的に死ぬまで京香の奴隷の状態になる。
本編開始までは醜鬼を使役していたが優希を奴隷にすると醜鬼とは比べ物にならないほど強化された。醜鬼を奴隷にしていた時点では周囲からは完全に外れの能力と揶揄されていた（京香本人もそう思っていた）。だが実際は、奴隷となる者の潜在能力と成長、主と奴隷が主従関係を強く意識することで桁違いの出力になること、他の隊員に能力の貸出によって優希の特性が大きく変化するなど、文字通り『無窮の成長性と拡張性』に満ちた能力である。
代償として、能力を解除したら奴隷が働いた分に見合った褒美を与えなければならない。褒美は奴隷が潜在的に欲しているものになるらしく、醜鬼が奴隷の時は豚肉を与える程度だったが、優希の場合はキスや愛撫といった性的接触になる。この代償は京香の意思とは無関係に自動的に身体が動いてしまう。貸出の場合、借主が使っていた分の代償は借主が支払い、貸出をしている間は京香の力が消耗する。
奴隷とした対象がその場にいない場合は、本人が知らなくても奴隷の元へ向かうように勝手に体が動く。本編ではこれによって誘拐された優希の元へ行く事ができた。
後に貸出によって各形態の長所を優希の筋肉が学び、基本形態が強くなる事が判明した。
無窮の鎖・戦雲（スレイブ・いくさぐも）
京香と日万凛の二人がかりで優希に無窮の鎖を発動した形態。
主が二人になったことで力と速度がさらに強化され、口から破壊光線を放つ『咆哮撃（ほうこうげき）』という必殺技を出せる。
この形態は代償の褒美も二人がかりになるが、通常よりも優希の消耗と反動が大きく、長期戦には向かない。
無窮の鎖・天（スレイブ・てん）
通常形態を『天進』で進化させた形態。
全体的に能力が向上。発動と同時に京香がこの形態に合わせるように、故郷の月山を詠んだ句を唱える事で脳のリミッターを外して自身の動きを短時間高める技を使用する。
必殺技として、優希が自分の身体をエネルギーに変換して鎖を通して京香の刀に宿り、京香必殺の一閃で優希を斬撃として飛ばす合体奥義『隷刃の太刀（れいじんのたち）』が放てるようになる。
乱れ山桜
仇である一本角を倒す為に生み出した剣技。
敵に反撃や回避の隙を与えないほどの速度で繰り出す連続斬り。

東 日万凛（あずま ひまり）
声 - 宮本侑芽
年齢：18歳。身長：159センチメートル。誕生日：8月28日。血液型：A型。バスト：83（D）。
七番組副組長。プライドが高く、短気で怒りやすい女性。好物はラーメン。
京香に心酔しており、男である優希を良く思っていないが戦闘時の優希の強さは認めている。
魔都での功績が大きい名門・東家の出身で、風舞希の三女。優秀な姉が多い分、日万凛も期待されたが肝心な時に結果を出せなかった為に実家では落ちこぼれと言われ、母の風舞希は恐怖の対象になり、姉の八千穂からは毎日馬鹿にされていた。そのため、京香のような強い存在となって見返すことを目標に訓練を重ね続けている。
六番組との交流戦で八千穂が対戦相手となり、無窮の鎖で従えた優希と共に挑んで勝利してからは八千穂との距離が縮まり、優希のことも見直した。
人気投票では第1回が3位、第2回が6位。
青雲の志（ラーニング）
他人の能力を学ぶ事でコピーして自分でも使えるようになる能力。
スマートフォンの端末に情報をセットしておいた人物の能力が使用できるがコピーした能力は劣化してしまう。劣化の程度は能力ごとに異なり、ほとんどのものは使い物にならない。
代償のある能力を使用すると、その代償を支払わなければ他の能力に切り替えられない。
後に東の晩餐にて、風舞希に挑発された事によって怒りで覚醒。組長格のモノを皮切りに数々の能力を精度は落ちてはいるが、実戦レベルにまで引き上げて使いこなした。
武装小町（バンバンバン）
身体の一部分を武器に変化させる能力。
元は魔防隊五番組の組員であるサキのもので、相性が良かったのか劣化はあまりせず、日万凛が攻撃用のメインとして使用している。のちにさらに力を引き出せるようになり、強力な兵器に変化できるようになって、髪の毛を無数の砲門に変えて全方位に攻撃する一斉射撃（フルバースト）という技も生み出した。
玉体革命（パラダイムシフト）
自分の身体の大きさを変化させる能力。
能力の劣化が激しいもののひとつであり、胸の大きさが3センチ変わる程度になっている。
無窮の鎖・旋風（スレイブ・つむじかぜ）
日万凛がコピーした無窮の鎖を優希に使用した形態。
通常の形態とは違ってスピードが格段に速くなる速度特化の形態だが、力は落ちている。特訓で、スピードを活かした最速の一撃を放つ『烙印破（らくいんは）』という必殺技を編み出した。
代償として京香と同じように優希に性的な褒美を与えなければならない。
無窮の鎖・旋風「天」（スレイブ・つむじかぜ「てん」）
旋風形態を『天進』で進化させた形態。
制限時間を短くする縛りを加える事で速度をさらに強化した。
常闇舞踏団（ナイトストーム）
風を操作する能力。
覚醒時に使用。風舞希の身体を大きく後退させた。
天御鳥命（アメノミトリ）
空間を操作する能力。
覚醒時に使用。精度は落ちているが、実戦レベルで使用可能。
行雲流水（パイソン）
己の行動を脳内で予約入力する事でその動きを忠実に実行する能力。
覚醒時に使用。
東の辰刻（ゴールデンアワー）
時間を操作する能力。
覚醒時に使用。操れる時間は2秒。

駿河 朱々（するが しゅしゅ）
声 - 日野まり
年齢：17歳。身長：165センチメートル。誕生日：11月13日。血液型：B型。バスト：85（E）。
七番組組員。頭にリボンを付けた好奇心旺盛な少女。ゲームが趣味。
平凡な家庭の生まれだが、刺激を求めて魔防隊に入隊した。三姉妹の末っ子で家族からは甘やかされていた。
姉妹揃って『弁天島女子高等学校』という小中高一貫の女子校出身であるため、今までの人生で男っ気がなく、新しく七番組に入った男である優希に興味津々で、偶然女子の風呂を覗いてしまった優希を写真で撮って脅迫して奴隷にする。その後、寮を襲ってきた醜鬼との戦いで優希に助けられたことから、「ユッキー」と愛称で呼ぶようになって好意を抱く。
八雷神の紫黒が優希を狙って七番組の寮に侵入した時は天花と共に迎撃し、二回攻撃を当てた事で撃退したが紫黒から目を付けられてしまう。
人気投票では第1回が4位、第2回が9位。
玉体革命（パラダイムシフト）
自分の身体の大きさを変化させる能力。
身につけている服や単純な構造をしているモノも一緒にサイズ変更ができる。大きくなる場合は七番組の寮よりも遥かに巨大化して圧倒的なパワーを振るえるがエネルギーを消費しやすく、複雑な構造をしている携帯や銃器などは一緒に大きくしにくい。小さく縮む時は制限時間も長く、携帯なども簡単に小型化できる。
後に身体の一部分だけのサイズ変更ができるようになった。本編では胸だけを大きくして優希を誘惑した。
桃源郷の特訓で、巨大化に三分間の縛りを付ける事で、さらに力を強化できるようになった。
無窮の鎖・岩融（スレイブ・いわとおし）
京香から奴隷化状態の優希を貸し出されて朱々が借主になった時の形態。
一撃で小さな岩山を砕くほどのパワー特化型の形態で、その代わりスピードがかなり落ちる。京香には「シンプルな特性なら貸し出す必要はない」と判断され、焦った朱々が「自分が巨大化すれば優希も巨大化できるのでは？」と提案して実行したが失敗に終わった。
桃源郷の特訓で拳を振って衝撃波を繰り出す必殺技を生み出す事に成功した。

大川村 寧（おおかわむら ねい）
声 - 立花日菜
年齢：11歳。身長：145センチメートル。誕生日：5月5日。血液型：AB型。
七番組索敵係。七番組の最年少である小学生の女の子。今の目標は家事の上達。
魔都に迷い込んだ者や出現した醜鬼を能力を使って見つけ出す索敵係の非戦闘員。幼いながらも先に入隊した上司として優希のことを常に気にかけている。寮内部の門を通って高知県の小学校に通学している。
両親が魔都災害で行方不明になり、魔都研究家の大川村博士に引き取られた。その縁もあって通常よりも早い年齢で桃を口にしている。両親はまだ生きていると信じ、きっと見つけると心に誓っている。
人気投票では第1回が5位、第2回が8位。
きっと見つける（プロミス）
遠くの場所を見渡せる千里眼の能力。
発動中に寧の身体に触れた者にも視点を連動させて視界を共有することができる。
数ある能力の中でもレアなものとされる。
無窮の鎖・煌星（スレイブ・きらぼし）
京香から奴隷化状態の優希を貸し出されて寧が借主になった時の形態。
力も速度も通常形態より落ちるが、感覚が研ぎ澄まされる索敵特化の形態。視覚は透視が行えるほど強化され、聴覚は他人の心臓の鼓動音が聞こえるようになる。寧が幼いこともあり、代償も「優希の頭を撫でる」など軽いものになっている。
久重 遥乃（くえ はるの）
身長：158センチメートル。誕生日：6月12日。血液型：A型。
七番組組員。長い髪を一つの大きな三つ編みおさげにした女性。
優しい性格で周囲の人達を守るために魔防隊に入隊した。かつては前組長の夢路の部下であり、京香の先輩でもある。夢路が京香を副組長に選んだ時は笑顔で賛成した。
しかし七番組の醜鬼討伐数がトップになると更なる地位向上を目指すようになった夢路が無茶な命令を出すようになり、遥乃は過労で倒れてしまった。夢路が京香との決闘に敗れて魔防隊を去った以後は出張組のメンバーとして活動している。
遥乃式神（オリガミ）
自分で折った折紙を式神のように扱う能力。
折紙は複数同時に操れる事が可能で気合を入れると強度が高まる。その威力は醜鬼の身体を容易く貫ける程。

#### 一番組
多々良 木乃実（たたら このみ）
身長：155センチメートル。誕生日：12月4日。血液型：A型。
一番組組長。現役高校生の元気な少女。芯が強く、人懐っこい。優希より年下。
前組長りうの秘蔵の弟子であり、京香の妹弟子にあたる。その実力は数年経てば総組長になれるとりうが豪語するほど。寮内部の門を通って山口県の女子高に通っている。
小学生の頃に醜鬼と遭遇し、怯えながらも立ち向かおうとした瞬間、りうに助けられた。その縁でりうにスカウトされるが、実際は勇気があり過ぎていつか人の為に木乃実が大怪我をしてしまうと判断され、早めにスカウトされて鍛えられる事になった。
優希とは年齢が近い事もあって「和倉君」と呼んで互いに立場を気にせず敬語無しで会話するほど親しくなり、貸出の褒美の後は「優希君」と名前で呼ぶようになった。
普段は素手の状態で形意拳を扱うが、刀や棍といった武器も使用できる。
金色形意拳（ケモノチカラ）
獣の力を身に宿す能力。
形意拳をベースに獣の動きを取り入れた独自の拳法に気をのせて使用する。
十八番の「虎」や足刀を駆使する「蠍」、遠距離からオーラを飛ばす蛇拳の「蛇」、立体的に動ける「猿」、飛行能力とオーラの翼で攻撃する「翼竜」、果ては奴隷化した優希の形をしたオーラを飛ばす「奴隷（スレイブ）」と、あらゆる動物の形意拳をシームレスで使用可能。
無窮の鎖・覇衣（スレイブ・はごろも）
京香から奴隷化状態の優希を貸し出されて木乃実が借主になった時の形態。
鎧の姿に変化して木乃実の身体に纏う事で木乃実の身体能力が格段に強化される。鎧の胸部の所は優希の顔になっており、いざという時は顔が伸びて噛み付く事もできる。
この状態だと「黄龍」の形意拳が使用できる。
冥加 りう（みょうが りう）
身長：154センチメートル。誕生日：7月7日。血液型：O型。
一番組副組長。魔防隊の御意見番の老婆。趣味はお洒落。
強過ぎる実力で長年組長を務めていたが高齢もあって木乃実に組長の座を譲った。現在は副組長として木乃実の補佐をしている。
人材の育成も得意であり、京香や木乃実に武道の基本を叩き込んだ師匠でもある。
白の霊廟
死者をあの世から一人召喚して使役する能力。
霊廟を出現させて扉から死者を呼び出す事ができる。召喚された死者はたとえ男であろうとも醜鬼を倒せるほど強化される。さらに発動中は術者であるりうも強化される。
作中ではりうの夫である冥加敏彦が召喚された。
万倉 江真（まくら えま）
身長：153センチメートル。誕生日：11月2日。血液型：AB型。
一番組組員。木乃実の高校での親友。好物はかりんとう。
学業は優秀な優等生。木乃実とキスの練習を提案したりと同性愛の気がある可能性がある。木乃実と出会った事で魔防隊に入る事を決意した。
神奉者の襲撃の後、魔防隊に入隊して一番組の組員になった。
桃孤棘矢（イバラチカラ）
身体から荊の如き棘を出す能力。
シンプルだが応用性が高い可能性を持つ。

#### 二番組
上運天 美羅（かみうんてん みら）
身長：170センチメートル。誕生日：8月21日。血液型：B型。バスト：85（E）。
二番組組長。胸に晒を巻いたヤンキー風の女性。血気盛んで好戦的。一人称は「俺」。
男勝りで気が強く、怖そうな見た目だが面倒見が良いので部下の隊員からは慕われている。京香をライバル視していて、次期総組長の座を争っている。
出身は沖縄県で、魔防隊に入る前は「紅蓮の美羅」という異名を持つスケ番をしていた。地元では負け知らずで自分こそ最強だと思っていたが、魔防隊に入って出会った京香と能力なしの素手の勝負で負けた。組長になった時期も一緒で、受け持ちの担当地区も鬼門と裏鬼門と同じ激戦区で、両者共に総組長を目指している事から、完全にライバル同士となっている。
恋愛に関してはウブで、優希に裸を見られた時は顔を真っ赤にしながら強がり、京香が優希に能力の代償による性的な褒美を与えているのを目撃した時は二人が肉体関係を結んでいるのではと思い込んで狼狽えた。
人気投票では第2回が3位。
緋色の連隊（オールキリング）
多数の分身を作り出す能力。
この分身は実体があって姿も強さも美羅と全く同じでどれだけ作っても強さの質が落ちる事はない。
これを使う事で、相手を囲んで袋叩きにしたり、多数の一般人の一斉救助、などを一度に同時に行える人海戦術が可能になる。
分身は数を重視するか、己を強化してから分身するか、などの調整が可能。ただし限界まで分身を出すと本体は体力を大きく消耗してしまう。
無窮の鎖・爆音（スレイブ・ばくおん）
京香から奴隷化状態の優希を貸し出されて美羅が借主になった時の形態。
二つの車輪が付いて全身がバイクの形になって運転する事ができる。体当たりで醜鬼を薙ぎ倒すほどのパワーを持ち、継戦能力も充分。エンジン音は醜鬼にとって不快な音で、隠れている醜鬼を誘き出せる。口からは炎を吐き、醜鬼を焼き払う事ができる。美羅の能力とは関連性が見られず、嗜好が反映された能力となっている。
座覇 めぐみ（ざは めぐみ）
身長：154センチメートル。誕生日：10月23日。血液型：A型。
二番組組員。マスクをしている元不良の女性。
自分を大きく見せたいという理由で不良になったが、返り血を浴びるスケ番時代の美羅と出会った事で彼女に心酔。彼女の旗持ちをする事で誇りと自信を得る。
美羅と同じく魔防隊に入った後も彼女の旗持ちをしており、美羅が出撃すると二番組の魔防隊寮の屋根で旗を持って美羅を強化する役目を持った。
緋色の旗持ち（レッドソウル）
上運天美羅を強化する能力。
「天下無敵・上運天美羅・暴走紅蓮隊」という一文が書かれた身の丈以上の大きさの旗を掲げる事で美羅を強化する事ができる。距離に制限はない模様。
特定の個人のみを強化する能力は極めて珍しいとされる。

#### 三番組
月夜野 ベル（つきよの ベル）
身長：156センチメートル。誕生日：3月30日。血液型：AB型。
三番組組長。泣き虫で気が弱い女性。美味しい店を探すのが好き。
小学生の時はいじめられっ子であり、その頃から強い能力が欲しいと願っていた。実際に魔防隊に能力を見込まれ、高校卒業後にスカウトされて入隊した。しかし周囲の組長達が超人揃いだったので芽生えた自尊心はすぐに消えてしまった。周囲からはいじられる事が多い。
笑う寿老人（カノープス）
攻めと守りの二つの性質を持つ能力。
攻めの能力は形あるものを滅ぼす能力。発動すると対象は発光。この光は対象の命そのものでベルが光を抜き取ると対象は灰となる。ただし、射程範囲は狭いため対象には近づかなければならず、命を抜く前に攻撃される可能性も高い。
守りの能力は己の命を護る不死身の能力。たとえ致命傷を受けても傷の再生が可能で、これを破るには能力そのものを無効化するしかない。
無窮の鎖・月隠（スレイブ・つきがくれ)
京香から奴隷化状態の優希を貸し出されてベルが借主になった時の形態。
身体を透明にする事ができる形態で、これとベルの能力を合わせれば気付かれる事なく命の光を抜き出す事ができる。
ただし、気配を消す事はできず、透明になっている間は優希の体力が消耗していく。

#### 五番組
蝦夷 夜雲（えぞ やくも）
身長：157センチメートル。誕生日：5月16日。血液型：B型。
五番組組長。根明で他人との距離感が近い女性。女子のアイドルを応援するのが好き。一人称は「夜雲さん」。
北海道の道東出身。妹が多く、長女として稼ぐ為に高校を中退して魔防隊に入隊した。女性にセクハラをするのが好きで、そのため女性で構成された魔防隊の全ての組に友好的。魔防隊の女性でハーレムを築く野望を持っている。
男子は能力を持てなくて可哀相と思っていたが、優希に対しては警戒心を和らげる雰囲気を感じて気に入り、自分のハーレムに入れる事に決めた。
人気投票は第2回が7位。
常闇舞踏団（ナイトストーム）
風を操作する能力。
竜巻を起こして攻撃したり、風に乗って空を飛べるようになる。夜雲の風の操作は優希の上半身の服を綺麗に脱がせたり、竜巻での移動は巻き込み事故ゼロ、とかなり器用。
風の威力はカイコ曰く、本気になれば都市を吹き飛ばせるほどの力を出せるという。作中では実際に魔都上空の雲の全てを吹き飛ばしてみせた。
無窮の鎖・鳳翼（スレイブ・ほうよく）
京香から奴隷化状態の優希を貸し出されて夜雲が借主になった時の形態。
背中に翼が生えて空を飛べるようになる飛行形態。夜雲の能力と合わせる事で夜雲以上の飛行速度を出せる。
高速で飛行できるため一撃離脱や奇襲・強襲に向いているが、継続力とパワーは低い。
五木 カイコ（いつき カイコ）
身長：160センチメートル。誕生日：5月27日。血液型：A型。
五番組副組長。仕事意識の高い女性。
貴重な回復能力の使い手で長きに渡って魔防隊で活躍している。
織女星の繭（ミラクルケア）
傷を回復する能力。
作り出した繭で対象を包む事で回復する事ができる。重症であればあるほど繭に包まれる時間は長くなる。四肢が切断されても元の四肢があれば繋げる事もできるがゼロから生やす事はできない。
病気の治療や死者の蘇生は不可能。八雷神の呪いも解呪できない。
回復能力は貴重でレアな能力とされている。
所山 サキ（ところやま サキ）
身長：152センチメートル。誕生日：7月18日。血液型：A型。
五番組組員。猟師の娘として育った女性。
ある理由から魔防隊の中でも非常に無口であまり喋らない。日万凛に自分の能力を教えて使用できるようにした。
武装小町（バンバンバン）
身体の一部分を武器に変化させる能力。
変化できる武器は剣やガトリング銃にビーム兵器に小型ミサイル群など多種多様。
日万凛が使用している能力のオリジナルであるため、サキは日万凛よりも使いこなしている。

#### 六番組
出雲 天花（いずも てんか）
声 - 内田真礼
身長：163センチメートル。誕生日：10月1日。血液型：A型。バスト：88（F）。
六番組組長。冷静沈着な女性。資金運用が得意でフィナンシュが好物。
子供の頃から立ち回りの上手い優等生で総組長の恋からも信頼されており、優秀な組長として世間での知名度も高い。SNSの使い方も上手。島根県出身でPR動画に出演したりして地元に貢献している。
今まで気に入った男子はなく、恋人もいなかった。組長の激務を癒したり、プライベートの退屈を紛らわすためのペットの男子を欲しがっていた時に奴隷として主に尽くす優希を見て気に入り、告白して押し倒すなどの大胆な行動に出るほどの好意を抱く。以後、能力を使って優希の部屋に侵入するようになる。
人型醜鬼の隠れ里の戦いで優希の姉の青羽と戦うが、戦闘前に青羽を「お義姉さん」と呼んで怒らせてしまった（煽ったのではなく、本心から）。戦いではあと一歩まで追い詰めるが青羽を倒すと優希が悲しむと思い、動きを止めてしまった隙を突かれて敗北して重症を負うが、青羽から優希の気持ちを考えた事を評価されて「いい奴」と認められた。その後、回復してからも優希に度々会いに行っている。青羽の方にも会いに行っては優希の活躍を報告しており、その際には人型醜鬼への物資の差し入れをして青羽とその仲間たちから信頼されるようになる。
人気投票では第1回、第2回、共に1位。
天御鳥命（アメノミトリ）
空間を操作する能力。
別の場所にテレポートしたり、空間そのものを捩じり裂くことで相手の防御力を無視して攻撃できる。攻撃する場合の効果範囲はピンポイントのものから一撃で醜鬼の大軍を殲滅できるほどまで幅広い。
テレポートは視認できない場所にも移動できる。天花以外の人物をテレポートするには天花自身が対象に触れて一緒にテレポートしなければならないが、触れてさえいれば複数人同時にテレポートできる。天花だけで行うテレポートは連続で666回可能で、一息入れれば回数は666回に戻る。テレポートの制限距離は50km以内。
能力名の由来は「出雲国風土記」に記されている神、「天御鳥命」。
東 八千穂（あずま やちほ）
声 - 稗田寧々
身長：155センチメートル。誕生日：2月14日。血液型：O型。バスト：80（C）。
六番組副組長。日万凛の姉で風舞希の次女。妹よりもプライドが高い。好物は駄菓子。趣味は詩を書くこと。
名門・東家の人間であることに誇りを持っており、結果を出せない日万凛を出来の悪い妹として馬鹿にしているが、それは好きな子を虐めたくなるような八千穂なりの愛情表現であり、実際は重度のシスコンで歪んではいるが日万凛を大事に思っている。
直接的な攻撃手段として、魔都用に改造された銃を所持している。
第1回人気投票では第6位。
東の辰刻（ゴールデンアワー）
時間を操作する能力。
自称・崇高な構えというポーズをとることで時間を五秒止めるか戻すことができる。ただしポーズを取らなければならないのでノータイムでは使えない。
また、物理的時間を操る大技であるため消耗しやすく、数回の使用だけでバテてしまい、能力の詳細を知っている者が相手の場合、時間を戻していること(八千穂が時間を戻さざるを得ない有効打を与えている)に気付かれてしまう欠点がある。
東の大辰刻（プライムタイム）
自称・至高のポーズをとることで操る時間が倍の十秒まで増える。しかし消耗も激しいので一度使うとしばらく使用できなくなる。

若狭 サハラ（わかさ サハラ）
声 - 上田麗奈
身長：156センチメートル。誕生日：1月21日。血液型：AB型。
六番組組員。寝ることが好きな女性。
おっとりとしていてマイペースな性格だが組長である天花の言うことは聞いている。面倒な性格の八千穂の唯一の友人でもあり、プライドが高くて買えない好物の駄菓子を代わりに買ってあげていたりしている。
プロレス技の使い手で、能力と併用することで高い近接戦闘能力を発揮する。
第1回人気投票では第10位。
怒れる羊（クレイジーシープ）
あらかじめ定めた分数の間だけ自身の力を強化する能力。
最少が1分間で最大が60分間。短く設定すればするほど強くなれるが再使用には3分間のインターバルが必要。
能力を発動中に気絶すると高まった闘争本能で体が自動的に戦闘を続行する。力はさらに強化されるが敵味方の区別がつかなくなってしまう。

#### 八番組
ワルワラ・ピリペンコ
身長：166センチメートル。誕生日：1月1日。血液型：A型。
八番組組長。金髪碧眼の外国人の女性。口数が少なく無表情が多いクールな性格。趣味はカードゲーム。好物は野菜。
両親が犯罪組織を束ねており、『ワルワラ・ピリペンコ』は組織を継ぐ者が代々名乗る名前。自分も組織の後を継ぐと思って心が冷めていたが、組織が恋によって潰されて魔防隊にスカウトされる。研修で出会った京香の過去や生き様を知った事で京香を崇拝するようになった。
京香と御褒美で不埒な事をする優希を嫌っているが、優希の京香への忠誠心は認めている。
人気投票では第2回が10位。
高遠なる大聖堂（パンテオン）
自分に有利な空間を創り出す能力。
正確には4つの段階に分かれており、内部の人物が京香に抱く感情で性質が変化する。内部の全員が京香を尊敬する、もしくは京香に友好的だった場合に内部の人物を京香像から放出される慈愛の波動で徐々に回復させる「賛美」、京香をよく知らないか懐疑的な人物がいた場合に暴力を禁止し、ワルワラ自身が1時間の説法を行う「説法」、京香に敵対的なものがいた場合に京香を尊敬する者の能力が上昇し、ワルワラ自身に敵を咎める奇跡の力を与える「聖騎士団」、京香を侮辱する者がいた場合に奇跡の力が更に向上し、空間内に設置された巨大な京香像が敵を討つため動き始める「聖戦」の4つがある。「聖戦」は「口に出すのも恐ろしいもの」とされている。
ワルワラに与えられる奇跡の力は氷を操る能力。ワルワラの服の背中が開いている部分から氷の翼を生やす事もできるようになり、それを叩きつける『羽斬氷華（うざんひょうか）』という必殺技を放てる。
また、空間の中で「誠実」「勇敢」「優しさ」を伴う行動は能力が上昇する。
元々は虚無の空間だったが京香との出会いで能力に変化が起きた。
無窮の鎖・狛犬（スレイブ・こまいぬ）
京香から奴隷化状態の優希を貸し出されてワルワラが借主になった時の形態。
全身がロボットのような姿になる形態で、動きは鈍いが絶大な力を誇る。また動力源がワルワラの京香への忠誠心のためか、無尽蔵のスタミナを持つ。
攻撃手段として、右腕をロケットパンチで射出したり、尻尾を伸ばして薙ぎ払ったり、触れた醜鬼を焼く結界を展開したり、胸部から、普通の人間には効かないが邪悪なる者を滅ぼす光球を撃ち出す『罪滅光（つみほろぼしのひかり）』という必殺技を放てる。
プラチ・シェラワット
身長：160センチメートル。誕生日：3月2日。血液型：B型。
八番組副組長。黒髪褐色肌の女性。頭の回転が速く時間に正確。
真面目過ぎる性格で、かつては日々己の立てた計画に沿って生きてきた。それを心配した両親によって日本のお笑いを見せられてハマった。休暇にはお笑い劇場やエステに通っている。好きな芸人は大喜利に強いタイプ。
迅鞭阿修羅（ウルーミ）
鞭を具現化して操る能力。
単純な能力だがシンプル故に力強い。
ジェナ・ステイプルズ
身長：174センチメートル。誕生日：7月26日。血液型：O型。
八番組組員。髪をサイドテールにした女性。陽気な性格で言いたい事はハッキリと言う。
日本の漫画やアニメが好き。特に週刊少年ジャンプを好む。また、京香に屈服されたいというMの性癖を持っている。
豪剣士（ヒーロー）
剣闘士に変身する能力。
変身するとビキニアーマーの姿になり、右手に剣、左手に盾を持つ。
盾の防御力は魔防隊最硬を自負するほど。

#### 九番組
東 風舞希（あずま ふぶき）
身長：171センチメートル。誕生日：4月16日。血液型：A型。バスト：97（G）。
九番組組長。日万凛・八千穂・麻衣亜の母親。海桐花の実娘。
年齢を感じさせない豊満な身体と波打つ黒の長髪を持つ美女。あまり表情は変えず口数も少ないが母譲りの豪胆さを持つ。
好物はうどん。香川県にまで作り方を習いに行くほどである。焼きうどんも好き。料理の腕前は優希が舌を巻くほど好評価。一方で機械の扱いが苦手。
昔から結果を出せない日万凛には厳しく、未熟のまま、魔防隊で戦い続けるのなら母として仕留めると宣言したほど。ゆえに親子関係は良くなかった。東家の次期当主を決める「東の晩餐」で日万凛と戦った際にあえて京香を侮辱する挑発をした事で日万凛は激怒し才能が開花。それを見て侮辱を撤回した。その直後に日万凛が限界を迎えて気絶し、八千穂と麻衣愛もギブアップしたため「東の晩餐」の最終的な勝者となって東家当主になる。
本心では海桐花の方針の実力主義を良く思ってなく、家族と仲良くしたかったが、当主になるまでは色々と我慢してきたため、当主になった直後に海桐花を下し、実力主義だった東家を改善していくと宣言。日万凛とも稽古をつけたりと親子関係も改善した。
優希の事は組長会議で見た時から「男の子を一人ぐらい欲しかった」と言って気に入ったようで、優希にマッサージをしたり、日万凛が優希へ奴隷化の代償としてご褒美をする際に自分の意思で参加したりしている。
人気投票では第2回が5位。
太陽を穿つ槍（サンセット）
伸縮自在の十文字槍を出現させる能力。
この槍は出力を高めるほど距離が伸びて身体能力も強化されていく。
伸縮を連続で行う事で凄まじい速度の刺突を何度も繰り出したり、1割程度の出力で日万凛の能力によるミサイル群を打ち落とす、などシンプルだが次元の違う力と速度を誇る。
無窮の鎖・肉弾（スレイブ・にくはずみ）
京香から奴隷化状態の優希を貸し出されて風舞希が借主になった時の形態。
力も速度もやや落ちるが身体にゴムのような弾力が付いて柔らかくなる。結果、相手の打撃を無効化したり、ジャンプ力も格段に上がり、腕を伸ばして遠距離から攻撃できるようになる。
本編でこの形態は日万凛が「無窮の鎖・旋風」を使用している時に鎖を風舞希が掴んだ事で貸し出しとなって発動した。
東 麻衣亜（あずま まいあ）
身長：164センチメートル。誕生日：6月3日。血液型：A型。
九番組副組長。日万凛と八千穂の姉で風舞希の長女。眼鏡をかけたクールな美女。
趣味はゲームで、大会に出られるほどの実力を持つ。
足手荒神（おおいなるもの）
巨大な手を作り出して操る能力。
右手と左手があって両方同時に操作ができる。手の上に乗って空中を移動したり、両手で包み込む事で防御したりと応用力が高い。
力は落ちるが消して不可視にする事も可能。
東 誉（あずま ほまれ）
身長：158センチメートル。誕生日：9月19日。血液型：B型。
九番組組員。東家の分家の女性。プログラムが得意なデータ収集タイプ。好物はハンバーガー。
眼帯と露出度の高いパンクファッションの格好をしている。
行雲流水（パイソン）
己の行動を脳内で予約入力する事でその動きを忠実に実行する能力。
入力した行動は途中で変更する事はできないが実行中は身体が超絶強化される。
足の太腿でタイピングする事でさらに精妙な行動が行え、誉のノリも良くなるが指で入力するため隙ができてしまう。
能力を実行中に周囲の情報を拾いつつ能力が切れた瞬間に即座に脳内入力と実行をする事で間断なく動いているように見えるが脳に多大な疲労がかかってしまう。
東 海桐花（あずま とべら）
身長：155センチメートル。誕生日：11月21日。血液型：A型。
九番組組員。東家当主。風舞希の母で日万凛・八千穂・麻衣亜の祖母。
高齢ながら自らの能力によって中学生くらいの少女の姿をしている。豪胆でギャンブル好き。かつては総組長を務めた経験を持つほどの実力者だが、面倒臭がりの性格でもあるため、現在は平の組員をしている。
東の星霜（うたかた）
生命力を操る能力。
他者から生命力を吸い取る事が可能で吸われた敵は老化して干涸びる。大勢の敵から一斉に吸い取る事もできるが溜めの時間が必要。敵に触れて零距離で発動すれば溜めは無しで一気に吸い取れる。海桐花は草花から生命力を吸収して若返りを果たした。
余剰に蓄えた生命力を他者に分ける事で治癒や成長促進したり、生命力を武器にして攻撃する事もできる。

#### 十番組
山城 恋（やましろ れん）
声 - 花澤香菜
身長：162センチメートル。誕生日：2月11日。血液型：O型。バスト：84（D）。
魔防隊総組長兼十番組組長。黒い長髪に花の形をした紐の飾りを頭に付けた美女。
趣味は犬と遊ぶ事や和を感じる場所を散策する事。魔防隊の総本部内に日本庭園を建てていて、そこで黒柴の「要（かなめ）」と白柴の「雅（みやび）」のメスの二匹の犬を飼っているほどの犬好き。
幼少期からあらゆる分野でトップを取った天才で、総理大臣からは護衛を指名されたり、アメリカ大統領からは「生命の極み」「地球の答え」とまで呼ばれる程の傑物。愛国心が強く、国のためなら少数を切り捨てる非情な選択を取る事もある合理主義者。ゆえに京香と天花から、陰陽寮と談合して人型醜鬼の事情を知っていながら見過ごしているのではと疑われている。
京香の能力を引き上げ、天花に気に入られている優希に興味を抱いており、組長会議への出席を要請した。合同訓練の際に優希の借主になったが、能力の代償である褒美の内容を把握しておらず、優希に犬扱いされて屈辱を味わう。
人気投票では第2回が2位。
万物を総該した無限宇宙の全一
八つの異能を操る能力。
曼荼羅を展開して八仏いる仏の能力を選択して瞳に宿す事で自在に使用できる。能力は二つ同時に併用が可能で両目に同じ能力を宿すと出力が向上する。八つの能力の詳細を全て知るのは恋本人のみ。
現在判明しているのは「自身の飛行能力」「相手の能力の無効化」「蹴りと共に放つビームのような衝撃波」「自分の肉体の強化」「自分以外の対象を遥か彼方に飛ばす強制転移」。
無窮の鎖・殺牙（スレイブ・ころしきば）
京香から奴隷化状態の優希を貸し出されて恋が借主になった時の形態。
身体が漆黒に染まって全体の能力がかなり上がり、傷も瞬時に回復し、飛行能力や醜鬼を探知する能力も持つ。さらに、睨みつけた敵全員の頭上に牙のマークを出現させた後に噛む動作をする事で上半身を消滅させる『贖罪の山羊（しょくざいのやぎ）』という必殺技が使用できる。
ただしこの形態は優希の意識が無くなって制御不能になる暴走形態であり、醜鬼がいる場所に自動的に向かい、醜鬼を殲滅すると借主の恋にも牙を剥くため、無力化しなければならない。恋の無効化能力で奴隷化の変身を解除する事もできるが、代償の奴隷契約の褒美は無効化できない。
備前 銀奈（びぜん ぎんな）
声 - 吉田有里
身長：159センチメートル。誕生日：6月30日。血液型：B型。
十番組組員。口癖に「激」を付けるギャル。
魔防隊の大ファンでサイン集めが趣味。男には興味が無く、優希を見た途端に白けるほど。しかし七番組と六番組の交流戦での優希の活躍を見て評価を改め、彼のサインも欲しがるようになる（テレビアニメ版のアイキャッチで優希が書いたサインが登場しており、結局サインはあげた模様）。
会員制闘技場（ギンナクラブ）
結界を作り出す能力。
銀奈が地面に引いた線を境として結界が発動。この結界は醜鬼が千匹来ても壊れず、触れた醜鬼を粉々にするほどの防御力があり、銀奈の持つ巻物に署名した者だけが結界の中に入れる。署名した者同士の戦闘は結界内であればどんな傷も治せる。
この能力のため、銀奈は魔防隊の交流戦に審判として引っ張りだこになっている。

### 醜鬼

#### 人型醜鬼
和倉 青羽（わくら あおば）
声 - 楠木ともり
優希の姉。
ブラコンで優希の事を溺愛しており、優希を立派な男に育てるために家事能力を鍛えさせたり、プロレス技を身に付けさせたりしていた。
6年前に魔都災害に遭い行方不明になったが、生き延びるために桃を食べた結果人型醜鬼に変貌してしまう。暴走具合が酷く、理性を保ったまま力を使いこなすために数年間潜伏していた。やっと安定した頃に陰陽寮から逃げ出してきたココと波音たちに出会い、彼女たちをまとめ上げて人型醜鬼の総大将になる。
実力で従えた一本角の醜鬼の背に乗って優希と京香の前に現れる。京香が従える異形が優希であると気付き、再び襲撃した際に拉致した優希を隠れ里へと連れ帰り、改めて再会を果たした。
人型醜鬼になってから魔都の桃をエネルギー源として使えるようになり、何度も食べた事によるものか、複数の異能が発現している。身体能力も人間の頃より遥かに向上しており、総合的な戦闘能力は八雷神をして、魔防隊組長クラスと評されるほど。
第1回人気投票では第8位。
我は姉なり（インヴィンシブル）
自分の髪を自在に伸ばして操る能力。
伸ばした髪で拘束してそのまま圧殺したり、複数の髪の束をちぎって弾丸のように射出する事もできる。
髪の耐久力も強く、京香の斬撃を受け止めたり、硬質化して刺突する事ができるほど。
能力名はアニメで判明。
ビーム
口から破壊力を持ったビームを放つ能力。
威力は絶大だが発射には溜めが必要で連射はできない。
銭函 ココ（ぜにばこ ココ）
声 - 千本木彩花
身長：153センチメートル。誕生日：4月8日。
青羽の仲間で明るく活発な少女。
仲間想いで面倒見の良い江戸っ子な性格をしている。そのため仲間の人型醜鬼を傷つけた陰陽寮と魔防隊に対する怒りは強い。体格は小柄だが身体能力が高く、人型醜鬼にとって貴重な戦力の一人に数えられている。
隠れ里の戦いで朱々とサハラと交戦。熊童子を率いて戦うが、熊童子は体内に入った朱々の巨大化で撃破され、自身も熊童子の牙を持ったサハラの斬撃に敗北。その後、回復してから青羽の所に向かうが、突如現れた八雷神によって囚われ、波音と共に空折に取り込まれてしまう。
その後、横浜決戦において『隷刃の太刀』を使用した京香と優希によって空折から引き離されて助け出された。
水も滴る風雲児（ココジュース）
自分の体液を操る能力。
体表からヌルヌルの体液を分泌して身体を覆う事で打撃を受け流して効かなくする。ただし斬撃には弱い。
唾液には傷を癒す効果があり、傷の部分を舐めることで回復できる。
能力名はアニメで判明。
湯野 波音（ゆの なおん）
声 - 日高里菜
身長：165センチメートル。誕生日：1月25日。
青羽の仲間でスレンダーな体をした美女。
人間だった頃はモデルの仕事をしていた。小さい頃からマセていて美を追求しており、人型醜鬼になった自分も美しいと思っている。
老いた時に食べれば美への追求から若返る能力を得られる可能性があると桃を食べなかったが、魔都災害に遭遇して醜鬼に襲われて必死に逃げた際、目の前にあった桃を死にたくない思いで口にした結果、桃の力が暴走して気絶、その後陰陽寮に保護された。自分が人型醜鬼になった事実にショックを受けるなか、人類の為という名目で拒否出来ないまま人体実験を受ける日々を送っていたが、桃の能力で仲間を引き連れて脱出、逃げた先で青羽と出会った。
隠れ里の戦いでは日万凛と八千穂と交戦。アクラと共に地面や壁に隠れながら戦うが時を巻き戻した八千穂によって居場所を暴かれ、日万凛の銃撃によって敗北。アクラを失うがそれでも青羽の所へ向かった先で、現れた八雷神に囚われて、ココと共に空折に取り込まれてしまった。
横浜決戦で『隷刃の太刀』を使用した京香と優希によって空折の中から助け出された。
隠された美（ヒトリシズカ）
物に潜む能力。
物体を透過できるようになり、壁や地面の中を自在に潜行して動き回れる。
どんな物でも潜められるが、激しく動いている対象に潜ることは苦手で、結果として敵が振るう武器や猛スピードで迫る銃弾などは透過できない。

#### 八雷神
紫黒（しこく）
声 - 杜野まこ
身長：161センチメートル。誕生日：謎。血液型：謎。
髪の先端が蛇の頭になっている黒い長髪をした少女型の八雷神。八雷神の参謀格。一人称は「僕」。
お喋りで性格は黒く、雷煉をよくからかっている。人類を滅ぼす事を目的としているが、同時に人間に興味を持っており、色々な意味で好き。その為、気に入った人間は数名残そうと思っている。
隠れ里の戦いに乱入し、一本角の醜鬼を解放して優希と京香に襲わせたが、逆に圧倒した優希に目を付けるようになる。
暗幕（あんまく）
周囲を闇で覆う事で感知されなくなる技。
黒渦巻（くろうずまき）
引力を発して敵を引き寄せる小さな黒い球体を創り出す。
闇蛇牢（やみじゃろう）
髪の毛の蛇を伸ばして敵を拘束して蛇に噛ませる事で毒で行動不能にする。
幻覚
髪の毛の蛇が吐くガスを吸わせる事で幻覚を見せる。
狭い場所だと決まりやすいが、下手に紫黒が動くと効果がブレる欠点がある。
壌竜（じょうりゅう）
声 - 生天目仁美
身長：168センチメートル。誕生日：謎。血液型：謎。
二本の角と白い翼を持つ褐色肌の女性型の八雷神。
肌をかなり露出させた迫力ある見た目をしているが、無口で仲間達の間では温厚な性格をしている。
地殻竜拳（ちかくりゅうけん）
右腕を硬化させて敵を殴る。
雷煉（らいれん）
声 - くじら
身長：175センチメートル。誕生日：謎。血液型：謎。
仮面を付けた体格の大きい大男の姿の八雷神。
好戦的で高圧的な性格で、笑いやすく怒りやすい。人間を見下していて「廃れ者」という蔑称で呼んでいる。
炎と雷を操る能力を持ち、上空から雷を落としたり、口から巨大な火球を放ったりする。また肉体の強度が非常に高い。
空折（くうせつ）
大きな卵に足が生えた姿の八雷神。
育つために餌が必要で、紫黒が捕らえたココと波音を取り込んだ。その結果、外見と性格にココと波音の影響が起きて活発で美を追求する美少女に変化した。
無限に強くなれる特性を持ち、桃の能力を持つ者を取り込めば、その者の能力を使用できるようになる。ただし、性格まで取り込んでしまう欠点がある。
餌となる能力者を求めて現実世界の横浜に降り立ち、能力者を誘拐する事件を引き起こす。
若雲（じゃくうん）
黒い仮面にもやのように目や口が映っている男性型の八雷神。八雷神の末っ子。冷静沈着ではあるものの、八雷神の中でも特に苛烈な性格の持ち主。
鳴姫（なるひめ）
白と黒の髪をツインテールにした少女型の八雷神。一人称は「余（よ）」。八雷神きっての武闘派で武力と戦闘力で圧倒すれば、人間なんてすぐに支配し、滅ぼせると考えている。
伏摩（ふくま）
褐色肌の山城恋の姿をした女性型の八雷神。変身能力を有しており、本来の姿はスライム状の不定形。慎重な性格で潜入に活かせる能力を持つだけあって他人の真似も上手。
大極（たいきょく）
白い髪をした女性型の八雷神。八雷神の筆頭。

#### 神奉者
下村 夢路（しもむら ゆめじ）
前七番組組長。京香が魔防隊七番組に加入した時の組長。勝ち気で男勝りな女性。喫煙者。
野心が高く、部下に無茶な命令を出す人物。それが気に入らなかった京香に決闘を挑まれて敗北。組長の座を奪われた。自分を過信して相手を侮る事が多く、それが敗因となった。
その後、魔防隊を辞めた後に紫黒に遭遇し、八雷神の神奉者となって人類を裏切る。八雷神に付いた理由として、ドブの中を生きてきた、と言うほどの過去を持っており、誰も自分を見てなかった世界なら自分も世界を見ない、というもの。
八雷神に命じられ木乃実を襲うが、京香達の援軍が来た事で山の中での戦いとなり、紫黒から渡されていた『紫電結界』で魔防隊を分断。木乃実との勝負になるが、京香から優希を木乃実に貸し出された結果、敗北。さらに神の制裁の呪いを受けて重症を負うが京香に助けられた。
暴君の勅令（インペリウム）
念動力を操る能力。
念を飛ばして攻撃や拘束ができる。大岩を浮かして叩きつけたり、自分を浮かして飛行する事も可能。ただし、念である為に相手が気合を入れればある程度抵抗されて、破られる事もある。
重症を負っても生きる為に自動的に臓器を動かす事もできる。
放電能力
八雷神から与えられた能力。
電撃を放つ事が可能で、八雷神から与えられた錫杖で電力を高める事ができる。しかし、木乃実の攻撃で破壊された。
醜鬼化
八雷神に改造された事で得た形態。
腰から下の下半身が変化し、醜鬼の首から夢路の上半身が出ているような形になる。身体能力と念動力が共に強化され、念動力は一度に全方向に放つ事が可能になる。
狙撃手の女
神奉者の一人。狙撃銃の使い手。
醜鬼を囮に六番組を狙撃しようとしたが天花に気付かれてテレポートされて、醜鬼化しようとしたが天花とサハラの一撃を受けて敗北。その後、八雷神の制裁の呪いを受けて死亡した。
死線（デッドライン）
狙撃能力を強化する能力。
標的を見続けるほど弾丸の威力と追尾性能が高まる。
阿南三姉妹
神奉者の中でも夢路に近い力を持つ実力者。
それぞれ神速の飛行能力を持つ者、『溶命液（とめいえき）』という溶解液を持つ者、鋼の肉体である『神鋼体（しんこうたい）』を持つ者で構成されている。
三番組を壊滅寸前まで追い詰めるが駆けつけた恋には歯が立たずに全滅した。

#### 特殊個体
一本角（いっぽんづの） / 鬼童丸（きどうまる）
声 - 左座翔丸
頭に大きな角を持った醜鬼。
魔防隊が付けたコードネームは「一本角」で、鬼童丸は青羽が付けた名前。
かつて『月山大井沢事件』という魔都災害を起こして京香の故郷を滅ぼした。京香にとって憎き仇に当たる個体。
本編では青羽に屈服させられて下僕となっていた。隠れ里の戦いでは京香と一対一で戦っていたが、乱入してきた紫黒によって青羽の支配から解放され、青羽を負傷させて優希と京香に襲いかかる。だが逆に奴隷化した優希と京香に押され、京香の剣技「乱れ山桜」を受けて切り刻まれて倒された。
熊童子（くまどうじ）
熊のような見た目をした醜鬼。
本編の8年前に鹿児島県で魔都災害を起こして多数の死者を出し、魔防隊が来ると同時に逃げ出した。現在はココに屈服させられて従っている。
アクラ
仮面と六本の手足を持った醜鬼。
他の醜鬼と比べて槍と弓を武器にして使いこなすほど知性が高い。現在は波音に屈服させられて従っている。
隠れ里の戦いで波音と共に日万凛と八千穂の東姉妹と戦うが、八千穂の銃撃で倒された。
その後、死体を回収した紫黒によって改造され、徹底的な戦闘力の強化と特殊な糸を身に付けて蘇る。この糸は巻き付けた対象の生体を保護・保存する力を持つ。これは空折が捕食した能力者の能力を奪うには、餌の能力者が生きているのが条件であるため。
現世に侵攻した空折のアジトを守っていたが、対峙した美羅によって袋叩きにされて二度目の死を迎えた。

### その他
服部（はっとり）
声 - 利根健太朗
優希の高校での友人である男子生徒。
番外編「スレイブの願い」では卒業後に就職している。
諏訪（すわ）
優希の高校での友人である男子生徒。
小学校時代は優希と仲が悪かったが、今では良好な関係。兄がいる。
東 空子（あずま そらこ）、東 竹美（あずま たけみ）
東家の分家筋の出身で風舞希の義姉妹。
警察の対能力犯罪専門の特殊部隊に所属している。それぞれ、何らかの異能が込められた花札と強化された拳を武器にしている。
「東の晩餐」では弓奈と組んで風舞希と戦ったが敗北した。
東 弓奈（あずま ゆみな）
東家の分家筋の出身の少女。風舞希の養女。武器は弓矢。
「東の晩餐会」では同じ分家筋の空子と竹美と組んで風舞希を弓矢で狙撃しようとしたが麻衣愛によって気絶させられた。
川端 詩妃（かわばた しき）
女優。仕事から帰ってマンションにある自宅でシャワーを浴びている時に餌の能力者を求めて現世に来た空折に襲撃されて誘拐される。その後、空折のアジトに乗り込んだ魔防隊に助け出された。
冥加 敏彦（みょうが としひこ）
冥加りうの夫。故人。
生前は剣の達人であり、死後もりうの能力によって強化状態で現世に呼ばれてりうの援護をしている。
儀部 加奈女（ぎぶ かなめ）
刀鍛冶。京香の持つ刀を打って造り出した。
岐阜県の山奥にある工房に住んでいる。父親も刀鍛冶で、父の後ろ姿を見て格好いいと思い、跡継ぎとなった。
刀質向上（仮称）
造る刀の質を跳ね上げる能力。
いつも決して折れないようにと念じながら加奈女は刀を造っている。

## 用語
魔都（まと）
数十年前に日本各地に現れた謎の門の先に広がる異空間。
草木が生えず、岩山が連なる不毛の荒野と雷雲で覆われた空で構成されている。広さは東京都ほど。醜鬼という人を襲う怪物と異能の力を与える桃が存在している。
クナド
通称・門。現実世界と魔都を繋ぐもの。
門の位置は固定されていて、その場所は政府が管理しており、魔都側の門がある場所には魔防隊の寮がある。
ブラックホールのような形をした突発的に発生するタイプの門もあり、大抵は数時間経てば消えるが、その門が魔都災害の原因になっている。門は日本国内でしか発生しない。
醜鬼（しゅうき）
正式名称・黄泉醜鬼（よもつしゅうき）。魔都全域に生息する凶暴な怪物。
一匹が現実世界に出現すると数十人の犠牲者が出ると言われている。複数の醜鬼が一体化して巨大な姿になることもある。
通常兵器で倒す事はできず、桃の恩恵で発動した力でなければ倒せない。ただし、例外として羽前京香のみ、独自の戦闘術を使用する事で桃の恩恵関係無く醜鬼を倒す事ができる。
人型醜鬼（ひとがたしゅうき）
新たに発見された知性を持った人の姿をした醜鬼。
その正体は魔都で桃を食べた結果、桃の力が暴走して肉体が醜鬼のように変化してしまった元人間の女性。人間だった頃より身体能力や回復力は向上したが、凶暴性も少し増した。
一部が陰陽寮で人体実験をされていたが逃げ出し、現在は桃すら生えない魔都の端にある地下の隠れ里で二十人ほど生活している。その内、戦える能力者は、青羽・ココ・波音の三人のみ。
本人達は半分人間で半分化物という認識で、半分人間を止めているからこそ、力を分からせる事で醜鬼を従える事ができる。ただし命令できる数には限度がある。
その目的は人間に戻る事と陰陽寮に囚われている同じ人型醜鬼の仲間を助け出す事。
八雷神（はちらいじん）
醜鬼を束ねる謎の八体の存在。
自らを神と称し、人類を滅ぼす事を目的とする。六体が女性型で、二体が鎧を纏ったような異形の姿をしている。
兄弟姉妹の関係らしく、下の者が上の者を「姉」と呼び、さらには「母」と呼ぶ上位の存在に仕えている。
全員が全力形態という奥の手を持っている。
神奉者（しんぼうしゃ）
人類を裏切って八雷神の配下となった元人間。
八雷神によって改造された事で身体を醜鬼に変化できるようになり、桃の能力の効果も上がった。対価として神の兵隊となって働かなければならない。
任務をしくじった場合は神の制裁を受けさせられ、全身から血を噴き出す程の傷を与えられて死ぬ。
桃
魔都に存在する謎の果実。
食べた者に異能の力を与えるが、女性にしか異能をもたらさない。この為、人類の男女の力関係は崩壊し、女尊男卑の世界になってしまった。
過剰摂取は危険とされ、桃は一人につき一個しか食べられず、その際に発現する能力は基本的に身体能力を強化するタイプであることが多い。また、桃の能力は本人の気質や素養で決まるという説があり、実際に自身が信望する個人のみを強化する能力を持つめぐみという実例があるため本人の志向も関係していると思われる。
食べるには、希望者が国に申請を出して厳しい審査を通過し、専門職の立ち会いのもとで食べるのが一般的。「自然体のままでいい」「得体が知れない」などの考えで桃を食べない女性もいる。
桃の能力を悪用して犯罪を起こす能力犯罪も起きるようになり、能力犯罪用の特殊部隊が警察で創られた。
魔都の中央にある地下洞窟には、桃の木がたくさん生えており、そこから魔防隊の隊員が収穫している。諸外国にも桃の供給を定期的に行なっているが、桃を狙う外国のテロリストが魔都に侵入してくる事もある。
実は魔都で桃を食べると、稀に桃の力が暴走して体が醜鬼のように変貌して人型醜鬼になってしまう。魔都の瘴気が原因と言われるのが定説で、現実世界ではこの事故は起こらない。
魔都災害（まとさいがい）
突発的に現れた門によって、一般人が入って魔都に迷い込んだり、醜鬼が現実世界に出て人を襲う、といった魔都関連の災害。
門は日本でしか発生しないので、魔都災害も日本でしか起きない。
月山大井沢事件（がっさんおおいさわじけん）
山形県月山で起きた魔都災害。
大規模な門から出現した大量の醜鬼や一本角を生やした大型の特殊な個体が、羽前京香の故郷の山間の町を襲撃し、京香を除く住民800人全員が死亡した。醜鬼は駆けつけた魔防隊によって全滅したが、一本角だけは魔都に逃げ戻っていた。
この事件によって、京香は故郷の仇を討つ為に魔防隊に入隊する事を決意する。
魔防隊（まぼうたい）
正式名称・魔都防衛隊（まとぼうえいたい）。人類を魔都の脅威から守るために作られた組織。
魔都への門を管理下に置いた日本政府が創設した。隊員は全て桃の力を得た女性で構成されている。男は隊員にはなれず、七番組の寮の管理人となった和倉優希は、あくまで雇われた形となる。
主な任務は醜鬼の討伐や突発的に発生した門の見張りと警備、魔都災害に遭遇した者の救助。魔都の資源である桃をテロリストから守る役目もある。
縁起の悪い「四」の数字を除いた一番組から十番組までの九つの組で構成されており、魔都を八つの方角に区分し、中央を含めたそれぞれの担当の場所に配置されている。
魔都に建てられた魔防隊の寮は「魔都陰陽道」に基づいて作られていて、さらに寮の周りに強力な結界を張って醜鬼の侵入を防いでいる。
一番組
担当区域は北方面。魔防隊で唯一、寮内に道場がある。寮の内部にある門は山口クナドに繋がっている。
二番組
担当区域は北東方面。鬼門の位置であるため、他の区域と比べて醜鬼が出やすい。正反対の位置の七番組とはライバル関係にある。寮の内部にある門は横浜クナドに繋がっている。
三番組
担当区域は東方面。
五番組
担当区域は南東方面。組長の蝦夷夜雲が女好きのため、各組に協力的な穏健派になっている。寮の内部にある門は山形クナドに繋がっている。
六番組
担当区域は南方面。組長と副組長の縁で七番組と連携する事が多い。
七番組
担当区域は南西方面。裏鬼門の位置であるため、他の区域と比べて醜鬼が出やすい。組長の羽前京香の気質もあって、武闘派として知られている。男である和倉優希を京香の能力用の奴隷兼寮の管理人として雇った。寮の内部にある門は高知クナドに繋がっている。
八番組
担当区域は西方面。外国人、または日本国籍の元外国人で構成されている。
九番組
担当区域は北西方面。東家の人間で構成されている。寮の内部にある門は多摩川クナドに繋がっている。
十番組
担当区域は中央方面。その拠点は魔防隊の総本部でもあり、現世への門も三つある。魔都全土を監視する役目を担い、異常があれば受け持ち地区の組に伝達する。例外として、醜鬼が出やすい二番組と七番組には専門の索敵係がいる。
出張組
魔都の桃の採取を目的とする別働隊。
魔都の中央にある地下洞窟には桃の木が大量に生えており、そこで魔防隊の各組から出張した組員が収穫している。
魔都交流戦（まとこうりゅうせん）
魔防隊の組同士で行われる腕比べの試合。
組の親善目的や意見が分かれた時に白黒決める為に開催される。
種目は「一騎打ち」「リング」「ラグボール」「羅倶美偉」などの複数の中から組長達によって選ばれる。
東（あずま）
魔防隊の歴史と深く繋がる名家。
魔都での功績が大きい名門で、総組長を輩出したり、優秀な魔防隊の隊員を何人も出している。本家は多摩川クナドのすぐ側にある。
本家の人間には漢字三文字の名前が与えられる。
実力至上主義であり、「東は強大たるべし」という理念を掲げていて、分家の子でも優秀であれば本家の養子にしており、子供達を争わせて競わせる事で実力を高めてきた。しかしその結果、親族同士の確執が増して子供が歪んだ精神で育つようになってしまった。
当主を決める時は『東の晩餐』というバトルロイヤルで決められる。作中で行われた際は風舞希が優勝して当主となる。その際、今までの実力主義を無くして仲良くしていく事を風舞希は宣言した。
作中で登場したのは、東日万凛、東八千穂、東麻衣亜、東誉、東風舞希、東海桐花、東空子、東竹美、東弓奈。
陰陽寮（おんみょうりょう）
魔都の研究をしている組織。桃の能力によって管理されている。
魔都の存在は国の利益になるという方針で、捕らえた醜鬼を調べたり、研究と称して人型醜鬼となってしまった女性に人体実験をしていた。
桃源郷（とうげんきょう）
魔防隊本部に設置されている特殊空間。
魔防隊所属の能力者によって生み出された。時間の流れが異なっており、この中で数時間過ごしても現実では数分しか経ってない。そのため特訓に使用されている。
入れる人数には制限があり、術者にも負担がかかるため、今まであまり使われてこなかったが、八雷神に対抗するべく総組長の指示で用意された。

## 書誌情報
- 原作：タカヒロ、作画：竹村洋平『魔都精兵のスレイブ』集英社〈ジャンプ・コミックス+〉、既刊18巻（2025年4月4日現在）
  1. 2019年3月4日発売[11][12]、ISBN 978-4-08-881786-6
  2. 2019年7月4日発売[13][14]、ISBN 978-4-08-881896-2
  3. 2019年11月4日発売[15]、ISBN 978-4-08-882113-9
  4. 2020年3月4日発売[16][17]、ISBN 978-4-08-882235-8
  5. 2020年7月3日発売[18]、ISBN 978-4-08-882359-1
  6. 2020年12月4日発売[19]、ISBN 978-4-08-882481-9
  7. 2021年4月2日発売[20]、ISBN 978-4-08-882604-2
  8. 2021年8月4日発売[21]、ISBN 978-4-08-882743-8
  9. 2021年12月3日発売[22]、ISBN 978-4-08-882857-2
  10. 2022年5月2日発売[23]、ISBN 978-4-08-883109-1
  11. 2022年9月2日発売[3]、ISBN 978-4-08-883234-0
  12. 2023年1月4日発売[24]、ISBN 978-4-08-883342-2
  13. 2023年6月2日発売[25]、ISBN 978-4-08-883494-8
  14. 2023年10月4日発売[26]、ISBN 978-4-08-883636-2
  15. 2024年2月2日発売[27]、ISBN 978-4-08-883829-8
  16. 2024年7月4日発売[28]、ISBN 978-4-08-884047-5
  17. 2024年12月4日発売[29]、ISBN 978-4-08-884257-8
  18. 2025年4月4日発売[30]、ISBN 978-4-08-884466-4

## テレビアニメ
第1期は2024年1月から3月までAT-Xほかにて放送された。2023年11月26日にユナイテッド・シネマ豊洲において先行上映会が実施。
第2期は第1期放送終了後に製作が発表された。2024年7月20日にRaiBoC Hallにおいてスペシャルイベントが開催。
第2期は2026年に放送予定。

### スタッフ
|                      | 第1期                                                     | 第2期                          |
| -------------------- | --------------------------------------------------------- | ------------------------------ |
| 原作                 | タカヒロ、竹村洋平                                        | タカヒロ、竹村洋平             |
| 総監督               | 西村純二                                                  | 未公表                         |
| 監督                 | 久慈悟郎                                                  | 田村正文                       |
| シリーズ構成         | 中西やすひろ                                              | 中西やすひろ                   |
| キャラクターデザイン | 吉井弘幸                                                  | 中野圭哉                       |
| クリーチャーデザイン | 吉成鋼、森木靖泰、津久井誉人                              | 未公表                         |
| プロップデザイン     | 岩畑剛一、鈴木典孝、明里圭修 小川いずみ、横石誠、齋藤英司 | 未公表                         |
| 色彩設計             | 西村薫                                                    | 鈴木咲絵                       |
| 美術設定             | 河合伸治、益田賢治、丸山智宏 TBSアクト、Secen Arcs 3D課   | 未公表                         |
| 美術監督             | 丸山智宏                                                  | 小原志野                       |
| 撮影監督             | 二村文章（第5話 - ）                                      | 林幸司                         |
| CGプロデューサー     | 森田淳也                                                  | 未公表                         |
| CGディレクター       | 佐藤誠                                                    | 田場隆将                       |
| 編集                 | 小島俊彦                                                  | 丹彩子                         |
| 音響監督             | 横田知加子                                                | 横田知加子                     |
| 音楽                 | KOHTA YAMAMOTO                                            | KOHTA YAMAMOTO                 |
| 音楽プロデューサー   | 鎗水善史                                                  | 未公表                         |
| 音楽制作             | ポニーキャニオン                                          | 未公表                         |
| プロデューサー       | 伊藤裕史、渡部祐樹、黄晶磊 鹿志村絵美、渡瀬昌太           | 未公表                         |
| 制作プロデューサー   | 畑中悠介、高橋勇輔                                        | 未公表                         |
| アニメーション制作   | Seven Arcs                                                | パッショーネ、ハヤブサフィルム |
| 製作                 | 魔都精兵のスレイブ製作委員会                              | 未公表                         |

### 主題歌
「夢の糸」
鬼頭明里による第1期オープニングテーマ。作詞・作曲・編曲は久保正貴。
「CHA∞IN」
内田真礼による第1期エンディングテーマ。作詞・作曲・編曲は戸嶋友祐。

### 各話リスト
| 第1話  | 誕生、優希、目醒める | 中西やすひろ | 久慈悟郎            | 高村雄太   | 鞠野黄英 平田賢一 柴田志郎 中曾根詩織 金田栄二 臼田美夫 | 吉井弘幸            | 2024年 1月4日 |
| 第2話  | 興味、朱々、肌蹴る   | 中西やすひろ | 久慈悟郎            | 布施木一喜 | 平田賢一 鞠野黄英 ジェン・ヒジン 鄒神猫 金田栄二 南伸一郎 はっとりますみ 高添響                                                                                   | 橋本真希            | 1月11日       |
| 第3話  | 遭遇、京香、猛る     | 中西やすひろ | 久慈悟郎            | 高村雄太   | 鞠野黄英 平田賢一 ふたふさ 宇津木勇 小澤和則 金田栄二 | 鞠野黄英            | 1月18日       |
| 第4話  | 旋風、日万凜、吠える | 加納京太     | 久慈悟郎            | よくねる造 | 鞠野黄英 平田賢一 よくねる造 金田栄二 | 新垣一成            | 1月25日       |
| 第5話  | 姉妹、八千穂、嘲る   | 加納京太     | 井畑翔太            | 高村雄太   | 柴田志郎 鞠野黄英 平田賢一 新垣一成 清水勝祐 Wang xing Min hyun suk                                                                                               | 二宮壮史            | 2月1日        |
| 第6話  | 強襲、サハラ、煌めく | 金田一明     | 布施木一喜          | 布施木一喜 | 程震雷 平田賢一 鞠野黄英 柴田志郎 金田栄二 | 多田野仁志          | 2月8日        |
| 第7話  | 共闘、天花、翔る     | 金田一明     | 真亜屑              | 高村雄太   | 小澤和則 SAS はっとりますみ 南原孝衣子 ナリタショウヘイ 平田賢一 鞠野黄英 新垣一成 あきのいっせい 何燁 黄小珊 株式会社Big Owl ラプラスアニメーション              | 川畑えるきん        | 2月15日       |
| 第8話  | 約束、寧、憶う       | 中西やすひろ | 井畑翔太            | 曹毅       | 鞠野黄英 鄒神猫 李少雷 あきのいっせい 株式会社十文字 塚本智也 平田賢一                                                                                            | 鞠野黄英            | 2月22日       |
| 第9話  | 再会、ココ、舐る     | 金田一明     | 真亜屑              | 高村雄太   | 小野可奈子 中曾根詩織 千葉山夏恵 株式会社reboot | 鞠野黄英            | 2月29日       |
| 第10話 | 開戦、波音、詠う     | 中西やすひろ | 布施木一喜          | 布施木一喜 | 杭新华 劉雲劉 平田賢一 鞠野黄英 十文字 Shanghai Xuanzhou Culture Media                                                                                            | 橋本真希            | 3月7日        |
| 第11話 | 死闘、青羽、昂る     | 中西やすひろ | 相澤伽月            | 高村雄太   | 内藤伊之介 中曾根詩織 鞠野黄英 平原みなみ 新垣一成 あきのいっせい 何燁 劉沂 味增 徐謙 Park Ae-ri Kim Eun-seon Koh Ye-ja 株式会社ネビュラス ラプラスアニメーション | 平田賢一            | 3月14日       |
| 第12話 | 帰還、新たな、決意   | 中西やすひろ | 久慈悟郎 指図科都夢 | よくねる造 | よくねる造 新垣一成 平原みなみ 平田賢一 ナリタショウヘイ 何燁 黄小珊 徐謙 味增                                                                                    | 吉井弘幸 小野可奈子 | 3月21日       |

### 放送局
| 放送期間                | 放送時間                     | 放送局   | 対象地域   | 備考                                                       |
| ----------------------- | ---------------------------- | -------- | ---------- | ---------------------------------------------------------- |
| 2024年1月4日 - 3月21日  | 木曜 23:00 - 23:30           | AT-X     | 日本全域   | 製作参加 / CS放送 / リピート放送あり R15+指定 / ご褒美ver. |
| 2024年1月5日 - 3月22日  | 金曜 0:00 - 0:30（木曜深夜） | TOKYO MX | 東京都     |                                                            |
| 2024年1月8日 - 3月25日  | 月曜 1:30 - 2:00（日曜深夜） | BS朝日   | 日本全域   | BS/BS4K放送 / 『アニメA』枠                                |
| 2024年1月10日 - 3月27日 | 水曜 3:30 - 4:00（火曜深夜） | 毎日放送 | 近畿広域圏 | 『アニメ特区』第3部                                        |

| 配信開始日    | 配信時間                   | 配信サイト | 備考                  |
| ------------- | -------------------------- | --- | --------------------- |
| 2024年1月5日  | 金曜 0:00（木曜深夜） 更新 | ABEMA |                       |
| 2024年1月10日 | 水曜 0:00（火曜深夜） 更新 | アニメタイムズ auスマートパスプレミアム バンダイチャンネル dアニメストア DMM TV FOD Hulu J:COM STREAM Lemino milplus ニコニコチャンネル Prime Video TELASA U-NEXT クランクイン！ビデオ Video Market |                       |
|               | 水曜 23:30 - 木曜 0:00     | ニコニコ生放送 |                       |
| 2024年1月12日 | 金曜 0:00（木曜深夜） 更新 | dアニメストア | R15+指定 / ご褒美ver. |

### BD
| 巻 | 発売日        | 収録話         | 規格品番   |
| -- | ------------- | -------------- | ---------- |
| 1  | 2024年4月17日 | 第1話 - 第4話  | PCXP-51081 |
| 2  | 2024年5月15日 | 第5話 - 第8話  | PCXP-51082 |
| 3  | 2024年6月19日 | 第9話 - 第12話 | PCXP-51083 |

### WEBラジオ
『「魔都精兵のスレイブ」マトスレィディオ』のタイトルで、2023年12月より音泉にて配信。パーソナリティはキャストが週替わりで交代制となっているが、ゲストは毎回広瀬裕也固定となっている。

### アフレコアフタートーク
各話のアフレコ終了直後に出演声優のトークを収録したアフタートークがYoutubeで配信されている。